# میکی ناکاتانی
میکی ناکاتانی (انگلیسی: Miki Nakatani؛ زادهٔ ۱۲ ژانویهٔ ۱۹۷۶) یک هنرپیشه اهل ژاپن است.
از فیلم‌ها یا برنامه‌های تلویزیونی که وی در آن نقش داشته است می‌توان به حلقه، وقتی آخرین شمشیر کشیده می‌شود، ابریشم (فیلم ۲۰۰۷)، کنفرانس کیوسو، این را از ریکیو بپرس، دنیای کاناکو اشاره کرد.